# Franco Bergamaschi
Franco Bergamaschi (Verona, 9 febbraio 1951) è un allenatore di calcio ed ex calciatore italiano, di ruolo centrocampista.

## Caratteristiche tecniche

### Giocatore
Centrocampista centrale, soprannominato Lulù per le sue movenze leggere e aggraziate in campo, si è adattato a giocare anche come ala.

## Carriera

### Giocatore

#### Club

Bergamaschi al Verona nella stagione 1979-1980

Bergamaschi iniziò la sua parabola agonistica nella sua città natale, Verona nel Verona. Sin dall'esordio trovò subito spazio tra gli undici titolari distinguendosi come uno dei centrocampisti più rifiniti del momento, tanto da guadagnarsi la convocazione dapprima nella Under 21 allenata da Vicini e poi nella rappresentativa Under 23 alle dipendenze di Bearzot.
Nel 1973-74 il passaggio al Milan che lo acquistò anche grazie alla sua prestazione nella vittoria per 5-3 dell'anno precedente con il quale il Verona affossò le speranze milaniste dello scudetto all'ultima giornata di campionato. A Milano però il centrocampista veneto non sempre riuscì a esprimersi al meglio. La squadra rossonera terminò il campionato al settimo posto mentre il cammino in Coppa delle Coppe si concluse nella finale di Rotterdam con la sconfitta a opera del Magdeburgo. Ceduto in prestito l'anno successivo al Genoa, Bergamaschi ritornò in rossonero solo dopo un anno ma per trascorrervi una stagione da riserva, con 5 presenze nel 1975-76.
Nel 1976-77 venne ceduto al Foggia e nei satanelli tornò ai livelli di rendimento che gli erano usuali contribuendo alla permanenza in Serie A della squadra pugliese. Nel 1978-79 il suo ritorno a Verona coincise con la retrocessione della squadra scaligera. Giocò in Serie B con il Verona per una stagione. A seguire un campionato con il Cesena dove subì la frattura di tibia e perone, che ne condizionò il finale di carriera trascorso con una stagione nel Rimini, due nel Treviso e infine una nel Modena.
Ha abbandonato il calcio professionistico a 35 anni, giocando ne 1986-87 in Serie D con la squadra veronese del Pescantina. Successivamente ha gestito una tabaccheria per un paio di anni, e dal 1990 ha lavorato come casellante per la Società Autostrade.

#### Nazionale
Conta 2 presenze nella Nazionale Under-23 e 3 in quella Under-21.

### Allenatore
Nella stagione 2013-2014 ha ricoperto il ruolo di vice allenatore nella formazione Primavera del Verona guidata da Massimo Pavanel.